# FC Pakruojis
FC Pakruojis ist ein litauischer Fußballverein aus Pakruojis.

## Geschichte
Der Verein wurde 2016 unter dem Namen FC Pakruojis gegründet. Der Verein spielt derzeit in der 1 Lyga ab 2017.

## Erfolge
- 9. Platz 1 Lyga: 2017
- 1. Platz 2 Lyga: 2016

## Platzierungen
| Saisons | Div. | Līga                 | Platz | Einzelnachweise   |
| ------- | ---- | -------------------- | ----- | ----------------- |
| 2016    | 3.   | Antra lyga (Vakarai) | 1.    | [ 1 ]             |
| 2017    | 2.   | Pirma lyga           | 9.    | [ 2 ]             |
| 2018    | 2.   | Pirma lyga           | 7.    | [ 3 ]             |
| 2019    | 2.   | Pirma lyga           | 15.   | [ 4 ] [ 5 ] [ 6 ] |

## Farben und Trikot
| FC PAKRUOJIS      | FC PAKRUOJIS          |
| Trikot            |                       |
| 2016−jetzt (Heim) | 2016/jetzt (Auswärts) |

## Trainer
- Aidas Dambrauskas (2016–2019)